# Campeonato Mundial de Atletismo em Pista Coberta de 1987
O Campeonato Mundial de Atletismo em Pista Coberta de 1987 foi a 1ª edição oficial da competição, e ocorreu entre 6 e 8 de março de 1987 no RCA Dome em Indianápolis, EUA.

## Medalhistas

### Masculino
| Evento                      | Ouro                    | Ouro     | Prata                   | Prata    | Bronze                   | Bronze   |
| 60m detalhes                | USA Lee McRae           | 6s50     | USA Mark Witherspoon    | 6s54     | ITA Pierfrancesco Pavoni | 6s59     |
| 200m detalhes               | USA Kirk Baptiste       | 20s73    | FRA Bruno Marie-Rose    | 20s89    | BRA Róbson Caetano       | 20s92    |
| 400m detalhes               | USA Antonio McKay       | 45s98    | CUB Roberto Hernández   | 46s09    | USA Michael Franks       | 46s19    |
| 800m detalhes               | BRA Zequinha Barbosa    | 1m47s49  | URS Vladimir Graudyn    | 1m47s68  | MAR Faouzi Lahbi         | 1m47s79  |
| 1500m detalhes              | IRL Marcus O'Sullivan   | 3m39s04  | ESP José Manuel Abascal | 3m39s13  | NED Han Kulker           | 3m39s51  |
| 3000m detalhes              | IRL Frank O'Mara        | 8m03s32  | IRL Paul Donovan        | 8m03s39  | USA Terry Brahm          | 8m03s92  |
| 60m com barreiras detalhes  | USA Tonie Campbell      | 7s51     | FRA Stéphane Caristan   | 7s62     | GBR Nigel Walker         | 7s66     |
| Salto em distância detalhes | USA Larry Myricks       | 8,23 m   | NGR Paul Emordi         | 8,01 m   | ITA Giovanni Evangelisti | 8,01 m   |
| Salto triplo detalhes       | USA Mike Conley         | 17,54 m  | URS Oleg Protsenko      | 17,26 m  | BAH Frank Rutherford     | 17,02 m  |
| Salto em altura detalhes    | URS Igor Paklin         | 2,38 m   | URS Hennadiy Avdyeyenko | 2,38 m   | TCH Ján Zvara            | 2,34 m   |
| Salto com vara detalhes     | URS Sergey Bubka        | 5,85 m   | USA Earl Bell           | 5,80 m   | FRA Thierry Vigneron     | 5,80 m   |
| Arremesso de peso detalhes  | GDR Ulf Timmermann      | 22,24 m  | SUI Werner Günthör      | 21,61 m  | URS Sergey Smirnov       | 20,67 m  |
| Marcha 5 km detalhes        | URS Mikhail Shchennikov | 18m27s79 | TCH Jozef Pribilinec    | 18m27s80 | MEX Ernesto Canto        | 18m38s71 |

### Feminino
| Evento                      | Ouro                   | Ouro     | Prata                  | Prata    | Bronze                | Bronze   |
| 60m detalhes                | NED Nelli Fiere-Cooman | 7s08     | BUL Anelia Nuneva      | 7s10     | CAN Angela Bailey     | 7s12     |
| 200m detalhes               | GDR Heike Drechsler    | 22s27    | JAM Merlene Ottey      | 22s66    | JAM Grace Jackson     | 23s21    |
| 400m detalhes               | GDR Sabine Busch       | 51s66    | USA Lillie Leatherwood | 52s54    | HUN Judit Forgács     | 52s68    |
| 800m detalhes               | GDR Christine Wachtel  | 2m01s32  | TCH Gabriela Sedláková | 2m01s85  | URS Lyubov Kiryukhina | 2m01s98  |
| 1500m detalhes              | ROU Doina Melinte      | 4m05s68  | URS Tatyana Dorovskikh | 4m07s08  | URS Svetlana Kitova   | 4m07s59  |
| 3000m detalhes              | URS Tatyana Dorovskikh | 8m46s52  | URS Olga Bondarenko    | 8m47s08  | ROU Maricica Puică    | 8m47s92  |
| 60m com barreiras detalhes  | GDR Cornelia Oschkenat | 7s82     | BUL Yordanka Donkova   | 7s85     | BUL Ginka Zagorcheva  | 7s99     |
| Salto em distância detalhes | GDR Heike Drechsler    | 7,10 m   | GDR Helga Radtke       | 6,94 m   | URS Yelena Belevskaya | 6,76 m   |
| Salto em altura detalhes    | BUL Stefka Kostadinova | 2,05 m   | GDR Susanne Beyer      | 2,02 m   | BUL Emilia Dragieva   | 2,00 m   |
| Arremesso de peso detalhes  | URS Natalya Lisovskaya | 20,52 m  | GDR Ilona Briesenick   | 20,28 m  | FRG Claudia Losch     | 20,14 m  |
| Marcha 3 km detalhes        | URS Olga Krishtop      | 12m05s49 | ITA Giuliana Salce     | 12m36s76 | CAN Ann Peel          | 12m38s97 |

## Quadro de medalhas
| Ordem | País               |    |    |    |    |
| 1     | União Soviética    | 6  | 5  | 4  | 15 |
| 2     | Estados Unidos     | 6  | 3  | 2  | 11 |
| 3     | Alemanha Oriental  | 6  | 3  |    | 9  |
| 4     | Irlanda            | 2  | 1  |    | 3  |
| 5     | Bulgária           | 1  | 2  | 2  | 5  |
| 6     | Brasil             | 1  |    | 1  | 2  |
|       | Países Baixos      | 1  |    | 1  | 2  |
|       | Roménia            | 1  |    | 1  | 2  |
| 9     | Checoslováquia     |    | 2  | 1  | 3  |
|       | França             |    | 2  | 1  | 3  |
| 11    | Itália             |    | 1  | 2  | 3  |
| 12    | Jamaica            |    | 1  | 1  | 2  |
| 13    | Cuba               |    | 1  |    | 1  |
|       | Nigéria            |    | 1  |    | 1  |
|       | Espanha            |    | 1  |    | 1  |
|       | Suíça              |    | 1  |    | 1  |
| 17    | Canadá             |    |    | 2  | 2  |
| 18    | Bahamas            |    |    | 1  | 1  |
|       | Hungria            |    |    | 1  | 1  |
|       | México             |    |    | 1  | 1  |
|       | Marrocos           |    |    | 1  | 1  |
|       | Grã-Bretanha       |    |    | 1  | 1  |
|       | Alemanha Ocidental |    |    | 1  | 1  |
| TOTAL | TOTAL              | 24 | 24 | 24 | 72 |

Legenda
| Recorde mundial       | Recorde mundial (World record)               |                       | Recorde africano                      | Recorde africano (African) |                                           | Q | Classificado por posição (Qualified) |
| Recorde do campeonato | Recorde do campeonato (Championship record)  | Recorde da América    | Recorde da América (Americas)         | q                          | Classificado por melhor tempo (Qualified) |   |                                      |
| Melhor marca do ano   | Melhor marca do ano (World leading)          | Recorde asiático      | Recorde asiático (Asian)              | DNS                        | Não largou (Did not start)                |   |                                      |
| Recorde nacional      | Recorde nacional (National record)           | Recorde europeu       | Recorde europeu (European)            | DNF                        | Não terminou (Did not finish)             |   |                                      |
| Recorde pessoal       | Recorde pessoal do atleta (Personal best)    | Recorde da Oceania    | Recorde da Oceania (Oceania)          | DSQ / DQ                   | Desclassificado (Disqualified)            |   |                                      |
| Recorde da temporada  | Recorde da temporada do atleta (Season best) | Recorde sul-americano | Recorde sul-americano (South America) | NM                         | Sem marca (No mark)                       |   |                                      |